# Absidia idahoensis
Absidia idahoensis är en svampart som beskrevs av Hesselt., M.K. Mahoney & S.W. Peterson 1990. Absidia idahoensis ingår i släktet Absidia och familjen Mucoraceae.   Inga underarter finns listade i Catalogue of Life.